# Погосян, Нвер Казарович
Нвер Погося́н (арм. Նվեր Ղազարի Պողոսյան, 1 января 1957, село Верин Птгни, ныне Котайкская область) — армянский государственный деятель.

## Образование
- 1983—1988 гг. — Кироваканский государственный педагогический институт, факультет общих технических предметов и труда, квалификация — учитель общих технических предметов средней школы

## Трудовая деятельность
- 1974—1975 гг. — завод «Сириус» — штамповщик
- 1977—1979 гг. — производственное объединение «Позистор» завода «Сириус» — штамповщик
- 1979—1997 гг. — служба в Министерстве внутренних дел Армянской ССР (Министерстве внутренних дел РА)
- 1983—1988 гг. — Кироваканский государственный педагогический институт — студент
- 1998—2007 гг. — служба в Полиции РА при Правительстве РА
- с 21 июня 2007 по 7 июня 2012 — Губернатор Гегаркуникской области РА[1]

## Другие данные
- Военнообязанный, полковник Вооружённых сил РА. Награждён юбилейными медалями «40 лет Победы в Великой Отечественной войне 1941—1945 гг.», «70-летие Вооружённых сил СССР», медалью «За безупречную службу», нагрудными знаками «За отличную службу», «Отличник пограничной службы 2-й степени», «За отличную службу в Полиции», «Почётный служащий Полиции», медалью «За боевую службу», памятными медалями «80-летие Армавирского пограничного отряда», «Арабо», Во имя Родины, медалями «Андраник Озанян», «Гарегин Нжде», имени Маршала Баграмяна, «За отличную охрану общественного порядка», «10-летний юбилей „ОМОН“», и «Славный воин».

## Партийная принадлежность
- Партия «Процветающая Армения»

## Персональные данные
Женат, имеет троих детей.